# Marco Wolfinger
Marco Wolfinger (Vaduz, 18 aprile 1989) è un ex calciatore liechtensteinese, di ruolo difensore.

## Biografia
I suoi fratelli maggiori Sandro e Fabio sono a loro volta dei calciatori professionisti, così come lo è stato loro zio Stefan; ciascuno di essi, così come Marco, ha anche vestito almeno in un'occasione la maglia della nazionale liechtensteinese.

## Carriera

### Club
Ha giocato nelle serie minori svizzere con vari club liechtensteinesi.

### Nazionale
Tra il 2010 ed il 2011 ha giocato 3 partite con la nazionale liechtensteinese Under-21.
Il 6 giugno 2022 ha esordito con la nazionale liechtensteinese giocando l'incontro perso per 1-0 contro la Lettonia, valido per la UEFA Nations League 2022-2023.

## Statistiche

### Cronologia presenze e reti in nazionale
| Cronologia completa delle presenze e delle reti in nazionale ― Liechtenstein | Cronologia completa delle presenze e delle reti in nazionale ― Liechtenstein | Cronologia completa delle presenze e delle reti in nazionale ― Liechtenstein | Cronologia completa delle presenze e delle reti in nazionale ― Liechtenstein | Cronologia completa delle presenze e delle reti in nazionale ― Liechtenstein | Cronologia completa delle presenze e delle reti in nazionale ― Liechtenstein | Cronologia completa delle presenze e delle reti in nazionale ― Liechtenstein | Cronologia completa delle presenze e delle reti in nazionale ― Liechtenstein |
| Data                                                                         | Città                                                                        | In casa                                                                      | Risultato                                                                    | Ospiti                                                                       | Competizione                                                                 | Reti                                                                         | Note                                                                         |
| ---------------------------------------------------------------------------- | ---------------------------------------------------------------------------- | ---------------------------------------------------------------------------- | ---------------------------------------------------------------------------- | ---------------------------------------------------------------------------- | ---------------------------------------------------------------------------- | ---------------------------------------------------------------------------- | ---------------------------------------------------------------------------- |
| 6-6-2022                                                                     | Riga                                                                         | Lettonia                                                                     | 1 – 0                                                                        | Liechtenstein                                                                | UEFA Nations League 2022-2023 - 1º turno                                     | -                                                                            | 54’                                                                          |
| 22-9-2022                                                                    | Vaduz                                                                        | Liechtenstein                                                                | 0 – 2                                                                        | Andorra                                                                      | UEFA Nations League 2022-2023 - 1º turno                                     | -                                                                            | 78’                                                                          |
| 25-9-2022                                                                    | Chișinău                                                                     | Moldavia                                                                     | 2 – 0                                                                        | Liechtenstein                                                                | UEFA Nations League 2022-2023 - 1º turno                                     | -                                                                            | 56’                                                                          |
| Totale                                                                       |                                                                              | Presenze                                                                     | 3                                                                            |                                                                              | Reti                                                                         | 0                                                                            |                                                                              |